# Platja d'Alcanar
La platja d'Alcanar, o platja d'Alcanar Platja, antigament anomenada platja de les Monges, és una petita platja urbana del municipi d'Alcanar (Montsià), situada a la zona d'Alcanar Platja, davant del càmping Els Alfacs, entre la platja de Montsià Mar, al sud-oest, i la platja del Codonyol, al nord-est. Té una longitud de 93 metres i una amplada mitjana de 7 metres, formada per sorres.